# Blokken (boek)
Blokken is een dystopische roman van de Nederlandse schrijver F. Bordewijk waarin een technologisch vergevorderde totalitaire heilstaat wordt beschreven. De eerste druk van Blokken verscheen in 1931 en werd uitgegeven door De Gemeenschap in Utrecht. A. M. Oosterbaan ontwierp de oorspronkelijke omslag.
Het boek staat bekend om zijn geserreerde, kille stijl en de harteloosheid waarmee het menselijke bestaan wordt voorgesteld. Enige invloed op het Nederlandstalige literaire veld kwam er pas toen Bordewijks boek Bint uit 1935 "overwegend ideologisch georiënteerde reacties" opriep, waarmee zijn naam en oeuvre een gevestigde waarde werden. De roman bestaat uit tien ongenummerde hoofdstukken en speelt zich misschien af in het toenmalige communistische Rusland. Desondanks zijn er enkele fascistische elementen terug te vinden.
Blokken is eveneens sterk beïnvloed door het kubisme en de constructivistische bouwkunst, wat in heel de roman zichtbaar is in de symmetrische opbouw, de vertelstijl en de "ver-blokte [weergave van de] werkelijkheid".

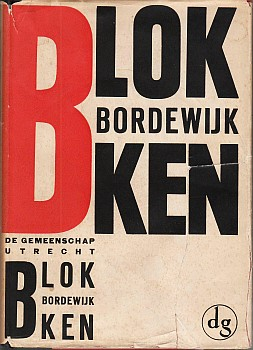
Stofomslag 1e druk (1931)

Stilistisch is Blokken, samen met Knorrende Beesten (1933) en Bint (1934), een van de meest extreme voorbeelden van Bordewijks 'gewapend-betonstijl'. De taal is bondig, afgebeten, en wordt gekenmerkt door ellipsis en asyndetische zinsbouw. Beeldspraken en metaforen zijn vaak complex en poëtisch.
Blokken past in een traditie van dystopieën (negatieve toekomstvisies) zoals de Russische roman Wij (1920) van Jevgeni Zamjatin, de film Metropolis (1927) van Fritz Lang, Brave New World (1932) van Aldous Huxley, 1984 (1949) van George Orwell en Het reservaat (1964) van Ward Ruyslinck.

## Paratekst
De omslag van de eerste druk van Blokken is vormgegeven door Andreas Martinus Oosterbaan en bestaat uit een combinatie van wit, zwart en rood. De tekst op de cover is ingedeeld in blokken, als verwijzing naar de titel van de roman. Ronald Breugelmans, die in 1986 het nawoord heeft geschreven bij een facsimile-uitgave, sprak zich uit over deze omslag. Hij beweerde dat hij "zelden [...] een boek [heeft gezien] waarvan het uiterlijk zo met de titel overeenkomt". Opvallend zijn de gelijkenissen tussen de omslag van Blokken en de ontwerpen die het tijdschrift De Stijl hanteerde. Ook de redactieleden van dit tijdschrift kozen vaak voor de kleuren wit, zwart en rood. Bovendien beperkten de leden van de stroming De Stijl zich bij het ontwerpen van hun gelijknamige tijdschrift tot een zo eenvoudig mogelijke vormgeving. Dat valt te vergelijken met de simplistische opmaak van de cover van Blokken.
De roman is opgedragen "aan S.M. Eisenstein en A. Einstein, een filmcomponist en wijsgeer, meesters der verschrikking". Hiermee verwijst Bordewijk naar de Russische filmregisseur Sergej Eisenstein en naar de theoretisch natuurkundige Albert Einstein. Het is niet verrassend dat deze twee personen genoemd worden, aangezien beiden een grote invloed uitgeoefend hebben op de roman. Albert Einstein argumenteerde dat het tijd-ruimte-continuüm statisch en eindig is, wat zich uit in Blokken. Ook de Staat, de samenleving die Bordewijk in zijn boek beschrijft, is immers een gesloten, statisch systeem zonder uitweg. Dat verklaart waarom een lid van groep-A, een beweging die zich tegen het regime verzet, beweert dat ons heelal verbonden is aan oneindig veel heelallen. Ons universum zou slechts een onbenullig deeltje zijn van het oneindige. Daarnaast vertoont ook Eisensteins werk gelijkenissen met Bordewijks Blokken. Zo behandelen beiden een gelijkaardig thema en is er in geen van de werken sprake van een rechtlijnige verhaalhandeling.

## Synopsis
13 november. Nacht. Een reusachtig luchtschip, de Mammoth, vliegt door de hemel. Het is het grootste bestaande luchtschip en vormt “een stad boven de aarde”. Onder deze zwevende reus suist een kleiner vliegtuig voorbij, dat even later op het vliegveld van de hoofdstad landt. De passagiers worden door politierijen opgewacht. Dit is de Staat. De Staat is een rijk, waarin iedereen in steden leeft, internationaal verkeer uitgedoofd is, de auto enkel nog voor militaire doeleinden dient, menselijke voortplanting via het demografisch instituut geoptimaliseerd wordt en er alles aan gedaan wordt om het begrip 'sekse' en 'individu' te doen verdwijnen. De Raad, het hoogste bestuursorgaan in de samenleving, bestaande uit vijf mannen en vijf vrouwen, verplicht iedereen om dezelfde kleding te dragen, hetzelfde kapsel te nemen en de strikt geplande vijfdaagse werk-, rust- en feestkalender te volgen. De stadsplanning is even gestructureerd als het leven van de burgers: de mensheid beleeft haar afgelijnde dagen in vierkante woon- en werkkwartieren, nuttigt gezamenlijk haar maaltijden en marcheert op vrije dagen in vierkantig en rechthoekig geordende troepen door de vlakke natuur rond de stad.
De Staat steeds bezit de karaktertrekken van een totalitair regime, dat de kapitalistische ideologie uit alle macht probeert te weren. Zo is privacy onbekend, alleen zijn taboe en elke vorm van eigendom verboden. Muziek beperkt zich tot het zingen van nationale liederen. De enige overblijvende religie is die van de verheerlijkte astronomie. De Staat zet volledig in op de massa, het individuele beschouwt hij als staatsgevaarlijk en dus als ongewenst. Kritiek is ten strengste verboden en elke overtreding betekent gevangenis. Eens in de zoveel tijd nodigt de Raad echter wel een gevangene uit om zijn mening te verkondigen op een lezing, maar dat dient enkel als avondvullend entertainment voor de belangrijkste politici van de Staat. Zijn tegendraadse opvattingen zijn er dan ook louter om mee te lachen en na zijn preek over "het idée fixe [...] van de Bol" wordt de crimineel, die overigens een baard heeft en dus niet geüniformeerd is zoals de rest van het volk, weer veilig naar zijn vierkante cel geleid.
In de donkere stadskern daarentegen kiemt heimelijk de stem van een naderende opstand. Die buurt geldt voor de Staat als waarschuwing uit het verleden: de "wijk van het slechte voorbeeld" is met zijn patriciërswoningen, musea, kerken en ronde vorm het symbool van de kapitalistische samenleving. 's Nachts laten de leden van de opstandige groep-A zich hier geniepig insluiten om op een zolderkamer een bijeenkomst te houden. Zij eisen het recht om te vragen, om te twijfelen, om kritiek te uiten, om mens en individu te zijn. De beweging krijgt steeds meer aanhang en de Raad voelt onrust opborrelen in de hoofdstad. Dan breekt de opstand uit, maar de goed uitgeruste Raad weet hem met nietsontziende maatregelen snel neer te slaan en arresteert hierna de leiders van de rebellen, die zonder pardon publiekelijk geëxecuteerd worden. De stadskern is ondertussen verwoest en vervangen door een, opvallend, rond Kernplein.
Die overwinning op de staatsgevaarlijke anti-beweging moet gevierd worden en dat doet de Staat met drie grote feestelijkheden voor het volk: de lancering van een raket; de ontginning van een kolossale meteoriet; en ten slotte een luchtspiegeling, waarbij met gekleurde gassen het visioen van een toekomstige blokkenstad in de lucht geprojecteerd wordt. Hoewel het gevaar overwonnen is, is het evenwicht in de Staat nog steeds wankel.
Overal blijft het kwaad opduiken: de bevolking geeft zich over aan de verleiding van geld, juwelen, drank en spel. Dat gebeurt volgens de Raad onder de invloed van het kwalijke kapitalistische buitenland. Voor het volk voelt het daarentegen als een verademing om eens een individu te kunnen zijn. Wanneer op 15 maart de vierjaarlijkse wapenschouwing plaatsvindt, kan de Raad zijn ogen niet meer sluiten voor de werkelijkheid. Terwijl de geoptimaliseerde vloot en de horde helikopters zowel binnen- als buitenland moeten intimideren, ziet het bestuur vanuit de lucht hoe de stad een broeihaard van wanorde is geworden. De rechte lijnen van een solide samenleving veranderen langzaam in opstandige cirkelvormen. Het voortbestaan van de Staat ligt onder vuur.

## Vervlakte Personages
In de roman komen zelden individuele figuren aan bod, het romanpersonage als individu verdwijnt als het ware in Blokken. Zoals de burgers in een totalitaire staat verliezen de romanpersonages namelijk hun individuele kenmerken en fungeren ze vooral als werktuig voor de staat en de uiteenzetting van een experiment.
Wanneer Bordewijk toch afzonderlijke personages ten tonele voert, zijn ze vaak eendimensionaal en vlak en lijken ze zelfs geen eigen identiteit te hebben. Van psychologische ontwikkelingen is er al helemaal geen sprake. Zo duikt in het derde hoofdstuk een gevangene op die een lezing komt geven, maar hij wordt niet bij naam genoemd en de opvatting die hij verkondigt, is belangrijker dan zijn persoonlijkheid. Net zoals de rebellen van groep-A reduceert Bordewijk de gevangene tot een mening, een naamloze spreker. Enkel het uiterlijk van die laatste wordt nog beschreven: “Hij was klein, verschrompeld, bijziende, en er lag slechts kracht in zijn lange, sneeuwwitte beharing van hoofd en gelaat”.
De leden van groep-A treden nog anoniemer op. Zij zijn niets meer dan schimmen die in het donker opduiken en Bordewijk onderscheidt hen slechts met rangtelwoorden of onbepaalde voornaamwoorden: “Een zei”, “Een ander zei”, “De eerste zei”, “De zesde zei”. Pas in het zevende hoofdstuk worden de namen van de rebellen kenbaar gemaakt, maar ook daar blijft het louter bij een opsomming. De vermelding van hun namen draagt niet bij tot enige vorm van identiteit of identificatie als personage. De rol van personages zoals de rebellen of de spreker beperkt zich dus tot louter symbolisch. Bordewijk haalt hen enkel aan als vertegenwoordiger van een idee, mening of ideologie, net zoals in de Staat zelf kunstenaars en wetenschappers anoniem blijven.
Naast deze identiteitsloze figuren duiken nog enkele andere personages op in Blokken. Het hoofdpersonage is de naamloze collectivistische Staat. Hij bepaalt als abstracte instantie de inrichting van het leven. Het concept van ‘staat’ wordt gepersonifieerd en wordt zo, in tegenstelling tot de individuen van groep-A of de gevangene, wel een concreet personage: “De Staat loochende alle individuele waarden, in de eerste plaats de waarde van het individu.” Die personificatie wordt ook duidelijk in volgend voorbeeld: “In de tijd dat de Staat nog handel dreef met het buitenland [...]”. De Staat lijkt wel een echt bestaand wezen te zijn dat alle macht in handen heeft. Ook de Raad, het bestuursorgaan van de Staat, dat uit tien mensen - vijf vrouwen en vijf mannen - bestaat, krijgt een materieel karakter: “Maar de Raad kende de leden niet waaruit hij bestond, hij was de monoliet, gaaf van samenstelling en ongespleten.” Hoewel de Staat, als gepersonifieerd figuur in de roman, het voor het zeggen heeft, uit zijn macht zich concreet in de Raad die “als Norm, als Handeling, als Beslissing” geldt.
Hoewel er dus toch sprake is van personages in deze roman, is hun voorkomen uitermate identiteitsloos en afstandelijk. Naast de Raad, de Staat, de spreker op de lezing en de rebellen van groep-A verwijst Bordewijk slechts zeer algemeen naar romanfiguren als de bevolking of het volk, gezinnen of de mensheid. Dat doet hij zeer bewust, zo blijkt uit een radiogesprek met Bordewijk uit 1962. Daarin vertelt hij over de genese van Blokken als een roman "waarin geen mensen voorkomen, alleen maar massa's".

### Verteller
De verteller die in het verhaal voorkomt zou men ook kunnen zien als een personage. Het verhaal in Blokken wordt beschreven door een “vrijwel onzichtbare, objectieve waarnemer”, die in de onvoltooid verleden tijd vertelt. Deze waarnemende verteller laat enkele malen zijn aanwezigheid opmerken, wanneer hij, al dan niet subtiel, zijn eigen visie op de Staat en de gebeurtenissen geeft. Zo klinkt het aan het einde van de roman: "hoe lijdzaam dit volk ook was, [...] men deserteerde. Er liep sap uit de naden van het te krachtig geperste druivenvat". Daarom vinden we niet enkel bij de dissidenten in de Staat, maar ook in de visie van deze ‘waarnemer’, deze auctoriële verteller, verzet tegen de utopische ideologie die wordt beschreven in Blokken. De verteller laat dit uitdrukkelijk blijken door geen enkel goed woord te hebben voor de beschreven dictatuur en het zogenaamde heil van het utopische verlangen waaruit deze dictatuur is ontstaan. Zo stelt de verteller de Staat voor als een kille machine, maar wordt het verzet daartegen beschreven in organische termen. Enkele voorbeelden hiervan zijn de verzetslieden, die "microben" heten; de stadskern, die vergeleken wordt met "de hersenen van een hooggeordend zoogdier"; en de Raad van de mechanische Staat die aan het slot van het verhaal wordt beschreven als "de wanorde in wording, de splijting, de celdeling".
Met deze beschrijvingen zet Bordewijk “het levende, veranderende en uiteindelijk stervende [waarmee het verzet wordt uitgebeeld] tegenover het dode, verstarde en schijnbaar eeuwige [van de dystopische Staat]".

## Structuur
Blokken is erg overzichtelijk opgebouwd: de roman bestaat uit tien hoofdstukken, waarvan de titel telkens uit een bepaald lidwoord en zelfstandig naamwoord bestaat. Afgezien van de eerste twee hoofdstukken beslaat ieder hoofdstuk ongeveer drie tot vier pagina's, waarop telkens een of meerdere kenmerken van de Staat beschreven worden. Die afzonderlijke beschrijvingen, geordend per hoofdstuk, wijzen op een montage- of collagetechniek. Met niet meer dan 43 pagina's is het een uiterst bondig boek, dat zowel op inhoudelijk als op structureel vlak kernachtigheid vooropstelt. Binnen het ideologische regime van de Staat moet iedereen er hetzelfde uitzien en gelijk behandeld worden en die uniformiteit wordt ook in de structuur van de roman doorgetrokken. Dat blijkt uit de consistentie in de opbouw van de titels en hoofdstukken. Die compactheid sluit samen met het collageprocedé aan bij het constructivistische principe in de bouwkunst. Daarenboven vertoont de roman een cyclische structuur: het verhaal begint 's nachts en eindigt wanneer na de nacht van 15 maart "de nieuwe dag doorbrak, vorstkoud, rulrood, staalhard".
Binnen die cyclische structuur kan de opbouw van Blokken vanuit verschillende perspectieven benaderd worden. Allereerst vertoont het een constant contrast tussen tegenstellingen, wanneer je de hoofdstukken per twee opdeelt. Zo volgt het hoofdstuk De dag op De nacht, komt na De monoliet, dat de Staat als machthebber beschrijft, het hoofdstuk over de opstandelingen, namelijk De Groep-A en wordt het hoofdstuk De executie afgelost door De vreugde. Een volgende benadering splitst de roman op in twee delen. De eerste vijf hoofdstukken behandelen de Staat en zijn macht, de laatste vijf het begin van zijn ondergang. In het zesde hoofdstuk komt groep-A namelijk ten tonele, die het bewind en daarmee zijn perfectie in vraag stelt. Hoewel de Raad de opstand van de rebellen weet neer te slaan, merkt die vanaf dan op hoe het evenwicht van de Staat begint af te brokkelen. Ten derde kunnen de eerste zes hoofdstukken en de laatste vier hoofdstukken samengenomen worden. Op die manier wordt het contrast tussen respectievelijk het statische en het dynamische deel van de roman duidelijk. De eerste zes hoofdstukken zijn namelijk vooral gewijd aan de beschrijving van het leven in de Staat, terwijl er vanaf het zevende hoofdstuk, getiteld De executie, echt dingen beginnen te veranderen.

### Blokkenals tragedie
Een andere interpretatie van de structuur vindt zijn grondslagen in de opbouw van de tragedie. De eerste akte (de expositie) bestaat uit de hoofdstukken De nacht en De dag. In de twee daaropvolgende capita volgt de intrige, die uitmondt in de derde akte: de climax. In De monoliet en De Groep-A wordt het contrast tussen de heersende Staat en de kiemende rebellie namelijk op de spits gedreven. Na dat summum komt, zoals in de tragedie, de catastrofe (in De executie), die de Staat echter als iets positiefs beschouwt en dus viert (in De vreugde). Het hoofdstuk De zonde toont daarentegen het niet te stoppen 'verval' van de samenleving, wat in het laatste hoofdstuk (De wapenschouwing) als peripetie of catharsis tot uiting komt.

### Eisenstein en Einstein
De structuur van het boek kan ontleend zijn aan de film Pantserkruiser Potemkin (1925) van Eisenstein, aan wie het boek onder andere is opgedragen: "Het is de enige film van Eisenstein die voor 1931, het jaar van de uitgave van Blokken, in ons land is vertoond [...]. Beide bestaan uit een tragedie, waarvan elk bedrijf is opgesteld uit twee delen die elkaars tegengestelde zijn". Daarenboven is Blokken ook aan Einstein opgedragen, die later de (achteraf onhoudbaar gebleken) opvatting formuleerde dat het tijd-ruimte-continuüm statisch en eindig is. Dat vindt zijn parallel in de structuur van de Staat: een gesloten, statisch systeem dat geen ontwikkeling meer kent. Omdat de burgers hieruit nooit zouden kunnen ontsnappen, wordt het verzet uitgebreid tot kosmische dimensies. Een lid van de groep-A gelooft namelijk dat ons heelal verbonden is aan oneindig veel heelallen tot "een nieuwe eenheid in vierde dimensie", zodat ons universum slechts een nietig deel is van het "oneindige en onbegrensde".

## Setting

### Rusland
De plaats van handeling wijst in de richting van Rusland, hoewel dat nergens expliciet wordt meegedeeld en de beschrijving ook niet identiek is aan de Sovjet-Unie, zoals die bij de verschijning van Blokken bestond. De tijd van handeling is namelijk omstreeks 1960 en de ideologie is een hybride van communistische en fascistische eigenschappen. Een mogelijk bewijs voor deze Rusland-hypothese is het feit dat februari en oktober belangrijke maanden waren tijdens de Russische revolutie van 1917. “In Blokken [daarentegen] vindt een creatieve verschuiving plaats en gebeuren er belangrijke dingen tussen maart en november”, zoals de opkomst en de executie van het verzet. Ook is de benaming van het reusachtige luchtschip dat in het eerste hoofdstuk voorkomt een mogelijke aanwijzing. Het schip heet Mammoth, wat naar mammoet verwijst en sterk verwant is aan het Russische woord daarvoor: mamoth. Ook wordt er in Blokken een gigantische meteoriet van zeven miljoen ton beschreven die "ruim dertig jaar geleden" enorme verwoesting met zich meebracht. Die episode is een verwijzing naar de Siberische meteorietinslag van 30 juni 1908, "die 's morgens om 7.17 uur door reizigers langs de Transsiberische spoorlijn werd waargenomen". Pas in 1927 werd er voor het eerst een expeditie naar de meteorietinslag ondernomen. Het is mogelijk dat er eind jaren 20 over deze expeditie in de Nederlandse pers bericht werd, wat ook Bordewijk dan mogelijk zou hebben gelezen. Dat plaatst de tijdsaanduiding op 1960, aangezien deze expeditie dan als referentiepunt wordt genomen. Ook wordt er “in Blokken (...) een blik in de toekomst geworpen en geschetst hoe een staat er in z'n climacterium aan toe is. Dat Rusland voor deze staat model heeft gestaan, blijkt o.a. uit de urbanisatie, de vierdaagse werkweek, de onvrijheid van arbeidskeuze, de van overheidswege verstrekte medische verzorging [en] de rondvliegende helikopters”, waarvan laatstgenoemden buiten Rusland nog onbekend waren.

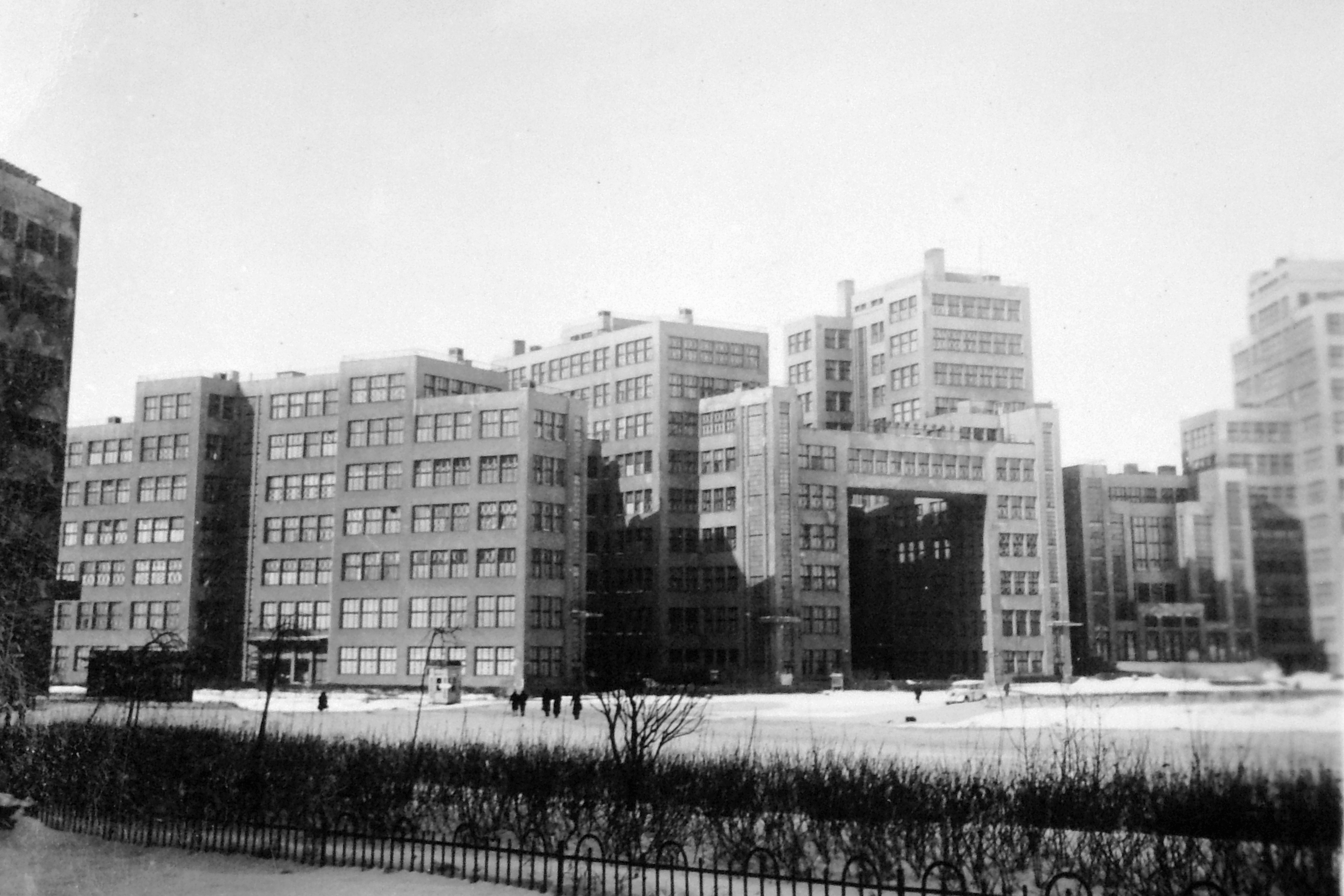
Voorbeeld van constructivistische bouwkunst: het Gospromgebouw in Oekraïne.

De Rusland-hypothese wordt echter enigszins ontkracht door de namen van de verzetsleiders: Glüschaint, De Marcas, Tannenhof, Tekalopte en Ypsilinti. Door het internationale karakter van deze namen zou de setting eerder ‘ergens in Europa’ zijn dan in Rusland, hoewel de Russische staat ook over het hele Europa van 1927 tot 1962 zou kunnen heersen.

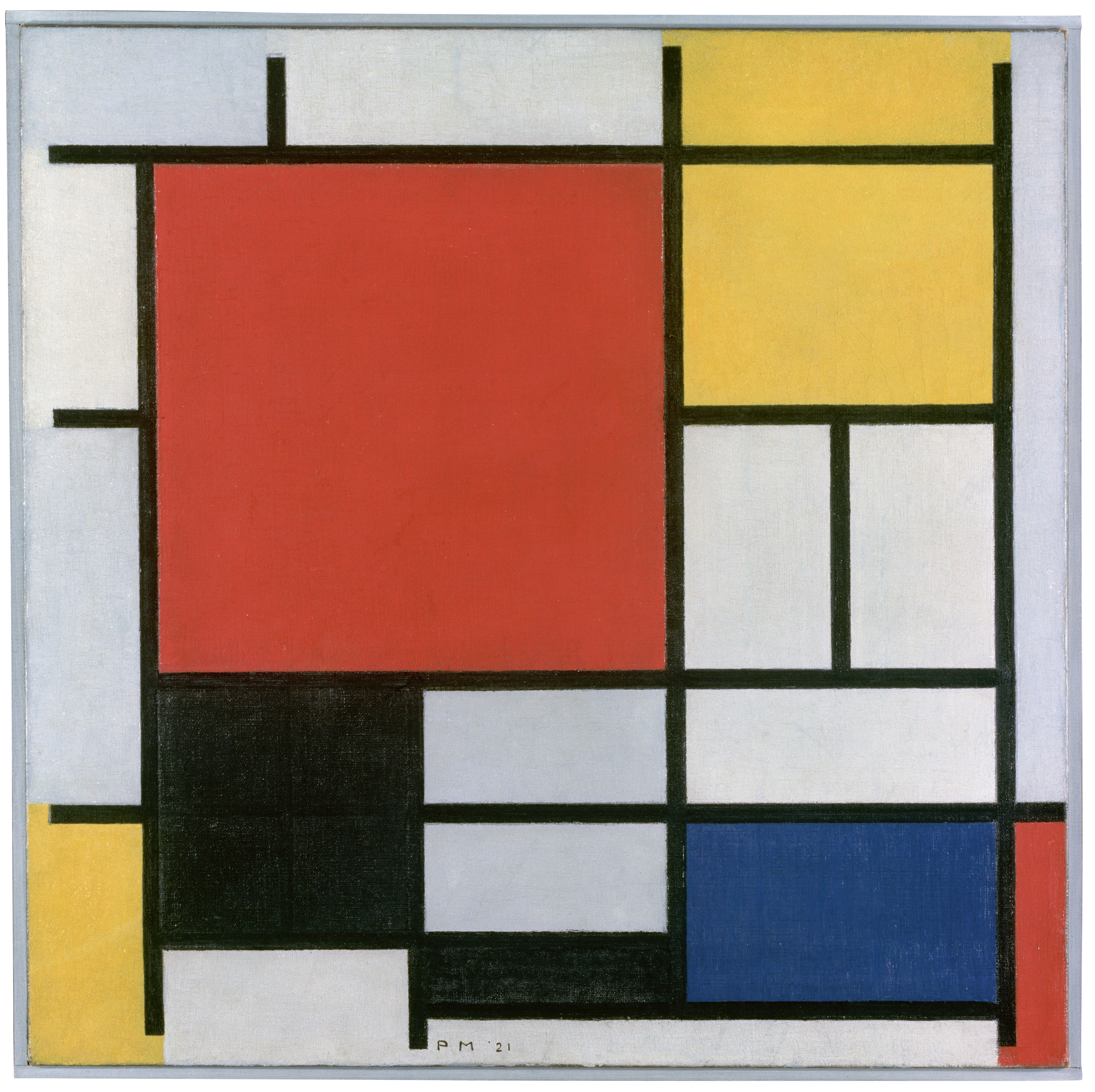
Voorbeeld van De Stijl: Piet Mondriaan, 1921 - Composition en rouge, jaune, bleu et noir

### De ideale stad
De stad die in Blokken beschreven wordt, vertoont opvallende gelijkenissen met het ideaalbeeld van een stad zoals dat door Mondriaan werd geformuleerd in zijn constructivistische vlugschrift Le Néo-Plasticisme. In die brochure schreef Mondriaan dat de uit beton opgetrokken grootstad de ideale plaats is waar het constructivisme zich kan ontplooien. In de beschrijving van die stad duiken frappante parallellen op met die van de hoofdstad uit Blokken. Alles is er vierkant en uit beton, en de natuur beperkt zich tot gazons, binnenhoven en bloemen op de vensterbank. Net zoals de Staat verkiest Mondriaan de anonieme kunstenaar en wetenschapper boven individuele bekendheid. Dat zwart, wit en rood de enige toegestane kleuren zijn in de samenleving in Blokken verwijst dan weer naar de kunststroming De Stijl waarin enkel primaire, ongemengde en 'eenvoudige' kleuren werden gebruikt.

## Thema's en motieven

### Thema: Dystopie
Blokken is een dystopische roman. De typische utopische elementen die het werk bevat, worden zo hard uitvergroot en rigoureus toegepast dat de oorspronkelijke utopie een dystopie wordt.
Het werk Utopia van Thomas More legde de basis voor de utopische verteltraditie. In dit boek uit de 16e eeuw beschrijft More een fictieve ideale samenleving. Dit soort literatuur speelt zich af in het verleden of de toekomst in een afgelegen oord. Daarnaast bevatten utopieën vaak een uitgewerkte ideologie over hoe de samenleving er op politiek en sociaal vlak uit zou moeten zien. Tijdens de Verlichting, waarin het geloof in de rede en de maakbaarheid van de mens hoogtij vierde, kwam dit genre volledig tot wasdom. Het ondergeschikt maken van de natuur aan de mens en de transformatie van de mens tot een intellectueler en superieur wezen werden in zulke werken gethematiseerd. Maar na de verschrikkingen van de Eerste Wereldoorlog kreeg het vertrouwen in de verlichtingsidealen een flinke knauw. Binnen de literatuur vertaalde dit zich in een steeds wrangere uitwerking van de utopie. De mens was niet langer het slimste en nobelste wezen op aarde, maar werd als slachtoffer van zijn eigen verwoestende vooruitgangsstreven afgebeeld. Utopische werken probeerden vanaf dan de mensheid te waarschuwen voor haar eventuele zelfvernietiging en de optimistische levensvisie van weleer ruimde plaats voor een pessimistisch wereldbeeld. Sindsdien spreekt men dan ook van dystopische literatuur, waarvan Blokken binnen de Nederlandstalige literatuur een typevoorbeeld is.
Bordewijks roman vertoont opvallende gelijkenissen met Utopia, doordat het de utopische inslag onthult van regimes die menen de eindtoestand van de mensheid te hebben bereikt. Ook in Blokken lijkt het namelijk of het eindstadium, de 'supermens', is gerealiseerd. Toch kan je deze roman bezwaarlijk een utopie noemen: ondanks de gelijkenissen ironiseert Bordewijk het utopische genre. Net als in het werk van More is de samenleving die Bordewijk evoceert onveranderlijk en heeft alles zijn vaste orde en regelmaat waaraan niet getornd wordt. Bovendien is de Staat sterk collectivistisch, is er geen plaats voor het individu en is privacy er onbestaande. De Staat controleert alle aspecten van het leven en voert een beleid dat gebaseerd is op zuiver rationele principes. Dat maakt van de Staat een radicaal doorgevoerde vorm van Mores Utopia: een perfecte, tijdloze en dus eeuwige samenleving. Deze onveranderlijke eindtoestand ontmaskert Bordewijk echter als een utopische illusie, want met de steeds ingrijpendere doorvoering van de perfecte gemeenschap groeit ook het verzet ertegen. Bordewijk suggereert dat het streven naar perfectie van de Staat diens ondergang zal betekenen. In de roman komt dat tot uiting in de 'beweeglijkheid' van de massa: de massencolonnes lopen niet meer strak in het gelid en op massabijeenkomsten worden de gezangen overstemd door geroep en gelach. Of de samenleving werkelijk gedoemd is ten onder te gaan laat Bordewijk echter in het midden.

### Motief:totalitarisme
Er bestaat geen twijfel over de eenzijdige stem van de alleenheersende Staat: haar enige orgaan, de Raad "bestond [namelijk] als Norm, Handeling en Beslissing". De door Bordewijk beschreven totalitaire staat vertoont overeenkomsten met echt bestaande radicale ideologieën. Hoewel het niet duidelijk is om welke staatsstructuur het precies gaat, zijn er in de tekst verschillende elementen die zowel naar het communisme als naar het fascisme verwijzen.

#### Fascisme en communisme
Bordewijk draagt de roman op aan Sergej Eisenstein, waardoor de ideologische blik snel naar links wordt gericht. Desalniettemin geven een aantal passages ook ruimte aan rechts-georiënteerde ideeën. Voorbeelden daarvan zijn te lezen in het voortdurende marcheren in colonnes, het quasi-wetenschappelijk racisme en het aldoor zingen van nationale liederen over de Staat en de gemeenschap. Anderzijds maakt Bordewijk toespelingen op het communistisch gedachtegoed door de vermelding van de totale gelijkheid man-vrouw, de afwezigheid van privéruimte of -bezit, de afwijzing van religie, het buitenland dat kapitalistisch wordt genoemd en de niet mis te verstane alomtegenwoordigheid van de kleur rood.

#### Ratio en technologie
Voor geloof en godsdienst is in er in de novelle geen plaats. Het leven is volgens de ratio geordend en op die manier is éénieder gelijk. Vonnissen en rechtspraak zijn de meest "sublieme" uitingen van macht. Voor persoonlijkheid en individualiteit is er eveneens geen ruimte, het is de massa die ervoor zorgt dat het leven gesmeerd loopt: als een gestroomlijnde machine brengt zij vooruitgang.

### Motief: Organisme versus mechanisme
In de roman wordt zowel het organische groeien als het mechanische creëren gethematiseerd. Die tegenstelling leidt tot het onvermijdelijke uiteenvallen van de Staat wanneer men de twee partijen tegenover elkaar zet. De alleenheersende Staat is een machine, een apparaat, een mechanisme, dat controleert in rechte lijnen. Zo zijn "woon- en werkkwartieren zeer doelmatig naast elkaar gelegd", zijn massaoptochten wenselijk en heeft de vrouw zich "aan de formule van de man aangepast" waardoor ook het onderscheid in sekse verdwenen is. Het verzet daarentegen roept organische associaties op. Opstandelingen, die overigens "microben" worden genoemd, verkondigen de cirkel als ideaal en de Raad vergelijkt de groeiende wanorde met het proces van een celdeling. Aan het einde van de roman groeit en ontkiemt alles en lijkt de Staat de controle over de veel te sterke natuur te verliezen: hij ontwaart "aan een nieuw bouwblokdak van het Kernplein het begin van een koepel als de eerste borstzwelling van een vrouwelijk kind". Maar elke dag kent zijn einde en de volgende dag is "vorstkoud, rulrood, staalhard". Het einde biedt dus geen heldere uitkomst. Het vervallen van de dictatuur mag als idee wel groeien, expliciet wordt er echter nergens aan toegegeven. De Staat en het verzet leven, voor zover het de lezer betreft, verder na het einde van de roman.
In sommige literatuurstudies wordt er aan de organische opstand waarde gehecht of zelfs betekenis gegeven. Ze noemen het boek programmatisch: "De boodschap ervan is dat de mensheid geen mechanisme is maar een organisme en dat het individu zich blijvend zal verzetten tegen opgelegde macht en afgedwongen tucht.”

## Schrijfstijl
Het taalgebruik in Blokken is erg sober. Net zoals in Bint en Knorrende beesten, twee romans die vaak in één adem genoemd worden met Blokken, zijn de zinnen kort, bondig en zakelijk. Daarnaast is het schaarse gebruik van bijvoeglijke naamwoorden kenmerkend voor Bordewijks compacte woordkeuze. Ook op het niveau van de zinsbouw prevaleert de eenvoud: eenvoudige en enkelvoudige zinnen domineren het proza.
Bordewijks verteltrant is vaak omschreven als de "gewapend-beton-stijl". Bordewijk zelf sprak niet toevallig over de "advocatenstijl". Als jurist had de auteur hier een voorkeur voor omdat die "zeer conclusief, [...], helder en zakelijk [is]". Deze droge stijl impliceert een objectiviteit die ten onrechte doet denken aan de Nieuwe Zakelijkheid. Het voor deze literaire opvatting zo kenmerkende geserreerde taalgebruik vindt men ook terug in Blokken. Dit heeft er voor gezorgd dat het werk van Bordewijk als "koel, nuchter, hard, onbewogen en zakelijk" werd bestempeld. Wanneer men het taalgebruik, de poëtica en de stijl van Bordewijk echter aandachtiger bekijkt, ziet men eerder overeenkomsten met het constructivisme.

## Genre
Tegen een eenzijdige classificatie als 'nieuw zakelijk' pleit het feit dat er geen simultane gebeurtenissen zijn. Ook de voor de Nieuwe Zakelijkheid zo typerende journalistieke stijl ontbreekt. Van een "gefictionaliseerde documentaire" is hier evenmin sprake. Vooral in de passages die het verzet beschrijven breekt Bordewijk met de droge verteltrant van deze stroming. De kille weergave van de Staat wijkt voor emotionele beschrijvingen, een weerbarstige zinsbouw, vreemd woordgebruik (bv. "straffe robijn", "rondschijveren"), suggestieve beeldspraak en talrijke herhalingen.
Constructivistisch gedachtegoed treft men daarentegen al aan in de titel, die verwijst naar een wereld die wordt "ver-blokt". Bordewijk past de ideeën van de constructivistische bouwkunst toe op de romankunst door het individu en de natuurgetrouwe weergave naar de achtergrond te verdrijven. De verhaalhandeling wordt daardoor geabstraheerd: een "blokkendoos" voor het verbeelden van de visie van de auteur. Net zoals de constructivisten verwoordt Bordewijk zijn wereldbeeld in plaats van de werkelijkheid mimetisch weer te geven.

## Context en ontstaansgeschiedenis

### Publicatiegeschiedenis
De eerste druk van Blokken verscheen in mei 1931 bij de uitgeverij De Gemeenschap en omvatte 112 pagina's, waarvan er slechts 75 bedrukt waren. In latere edities zou de roman slechts 33 pagina's beslaan, met uitzondering van de versie in Verzameld Werk - deel 1 die 34 pagina's omvatte en bij uitgeverij Nijgh & Van Ditmar gepubliceerd werd. De vormgever van deze eerste druk was Andreas Martinus Oosterbaan, die tevens ook de vormgever was van het tijdschrift De Gemeenschap, dat ontstond bij de gelijknamige uitgeverij, gevestigd in Utrecht. Vermoedelijk had Bordewijk zijn manuscript eerst bij W.L. & J. Brusse's Uitgeversmaatschappij aangeboden, waar hij van 1919 tot 1924 zijn prozabundels Fantastische vertellingen had uitgegeven, maar uiteindelijk werd er geen overeenkomst gesloten. Dat is geen verrassing, aangezien Bordewijk tijdens de periode van 1919 tot 1936 wel vaker van uitgeverij wisselde. Ook kwam Bordewijk in het verleden niet altijd overeen met Brusse, wat tot de wissel van Brusse naar De Gemeenschap geleid kan hebben.
Tussen de uitgaven van Fantastische vertellingen en Blokken publiceerde Bordewijk enkele jaren geen nieuwe werken. Vermoedelijk ontwikkelde Bordewijk zijn schrijfstijl verder tijdens deze inactieve jaren, zodat hij zich kon klaarstomen voor de periode van "onafgebroken productie" die na de publicatie van Blokken zou volgen.
In 1949 verscheen Blokken in de bundel Blokken, Knorrende beesten, Bint. Die drie korte romans bestonden voor deze publicatie reeds als alleenstaande werken. De bundel werd uitgegeven bij Nijgh & Van Ditmar, gevestigd in Den Haag (daar is het ondertussen toe aan zijn 37ste druk). Zoals reeds vermeld verscheen Blokken ook in 1982 bij diezelfde uitgeverij in het Verzameld Werk - deel 1, samengenomen met de volgende romans van Bordewijk: Knorrende Beesten, Bint, Rood Paleis, en Karakter. Blokken bleek zeer in de smaak te vallen bij Nijgh & Van Ditmar, want in 1986 brachten ze een facsimile-editie uit van de eerste druk, inclusief een nawoord van Ronald Breugelmans. Daarenboven verscheen er bij hen in 2018 nog een graphic novel of striproman van Blokken met als titel Blokken. De mislukking van een heilstaat. Beeldroman. De illustraties werden getekend door Viktor Hachmang, die zijn eigen visuele interpretatie meegaf aan het werk.
Verder gaf ook de uitgeverij BZZTôH in 1980 een oplage uit van 350 geïllustreerde luxe-edities met illustraties van Frans de Jong. Elk exemplaar was gesigneerd door de illustrator.

### Context
Blokken verscheen tijdens het interbellum, een periode die getekend werd door allerlei technische vernieuwingen die het dagelijkse leven beïnvloedden en zo een veranderende tijdsgeest met zich meebrachten. Voorbeelden hiervan zijn de uitbreiding en normalisering van het transportnetwerk, onder andere het vlieg- en treinverkeer, en de stijgende populariteit van de radio en de telefoon. Ook andere vormen van de industrialisatie doken op, zo bijvoorbeeld de lopende band in de gemoderniseerde fabrieken. Hierdoor ging het interbellum gepaard met een periode van winstbejag, die de productie steeds meer liet opdrijven. De moderniteit tekende het dagelijkse leven, wat verklaart waarom ze als thema opdook in de literatuur. Eerst beïnvloedde ze vooral de poëzie, maar vanaf de jaren '30, de periode waarin Blokken geschreven werd, verscheen de moderniteit ook in de vorm van proza. Tijdens het interbellum werden langdradige romans aan de kant geschoven, tijd was immers geld waard en dat wilde de moderne mens niet spenderen aan een boek met vol bedrukte pagina's. De korte, maar krachtige roman overheerste: de zogenaamde geserreerde roman. Bordewijk ging mee met deze stroom en bracht Blokken aan de man als een beknopte en bondige roman.
Niet alleen de moderniteit heeft een invloed gehad op Bordewijk en zijn roman Blokken, maar ook Rusland en de USSR. Dat blijkt uit de opdracht in Blokken waarin Bordewijk het boek opdraagt aan "S.M. Eisenstein en A. Einstein", waarbij Bordewijk heel wat inspiratie opdeed. Het is dan ook niet verwonderlijk dat er heel wat gelijkenissen te vinden zijn tussen Blokken en Pantserkruiser Potemkin, een van Eisensteins vroegere, maar bekendere films. Beide werken hanteren bijvoorbeeld geen rechtlijnige verhaalhandeling. Ook behandelt Blokken een thema dat gelijkaardig is aan dat in Eisensteins werk, namelijk de eerste Russische poging tot revolutie in 1905. Ook andere elementen van de geschiedenis van Rusland en de USSR hebben invloed gehad op Bordewijk. Zo gaat de onderdrukking van de revolutionairen in Blokken gepaard met de manier waarop Stalin de Oekraïense en Wit-Russische intelligentsia beteugelde tijdens de periode van 1929 tot 1930. Bovendien vertoont de Staat parallellen met de USSR wat "collectivisme, anti-kapitalisme, en atheïsme" betreft. Er wordt vermoed dat Bordewijk zelf een ambivalente mening had over de USSR en haar bewind onder Stalin. Ondanks zijn positieve kijk op het recordtempo waarin de USSR opgebouwd werd, keurde Bordewijk de onderdrukking van de bevolking af.

## Waardering
"Blokken vind ik helemaal gaaf, daar heb ik écht nog plezier in als ik er aan denk dat ik dat geschreven heb", zei Bordewijk zelf.
Maar dat hij zelf onder de indruk was van zijn werk, wil nog niet zeggen dat iedereen dat was. De roman kreeg over het algemeen weinig aandacht toen hij voor het eerst verscheen in 1931. Het verhaal werd afgedaan als een schets, "experiment of curiosum" of als enquête naar de houdbaarheid der staatkundige systematiek. Het katholieke dagblad De Tijd behandelde Blokken in 1931 als ‘Boek van de Week’. Het artikel besprak de roman in het licht van de veranderende tijdsgeest en verklaarde de ontstaanscontext van het boek door te spreken over de revolutionairen en het dogma van het intellect. De journalist gaf tot slot toe dat hij Bordewijk als auteur niet bewonderde. Daarvoor was het boek té constructief en te verstandelijk. Het miste volgens hem alle ontroering en menselijkheid.
De meningen over de status van het boek zijn echter verdeeld. Sommige hedendaagse literatuurhistorici schrijven dat het boek wel waardering kende of zelfs meteen een canonieke status verwierf. Anderen schrijven dat de erkenning lang op zich liet wachten. Ondanks dat Bordewijk tot de grootste moderne Nederlandstalige auteurs gerekend wordt, bleef Blokken volgens sommigen onder de radar totdat het in 1949, bijna twintig jaar later, in een verzamelbundel belandde tussen Bint en Knorrende Beesten. Toen pas leerde het grote publiek de novelle kennen.
Die langzame ontwikkeling is misschien wel toe te schrijven aan Bordewijks apart taalgebruik. Vele critici hebben dan ook commentaar op de stijl die Bordewijk hanteert. Vaak linken recensenten die aan de toen opkomende Nieuwe Zakelijkheid, al geniet die relatie geen vanzelfsprekendheid. Behalve over de stijl stellen critici zich ook vragen bij de ideologie die achter het verhaal schuilgaat. Het Volk had daar alleszins geen moeite mee. Zijn aankondiging van recente uitgaven in 1931 bestempelde Blokken eenvoudigweg als een roman uit een communistische heilstaat.

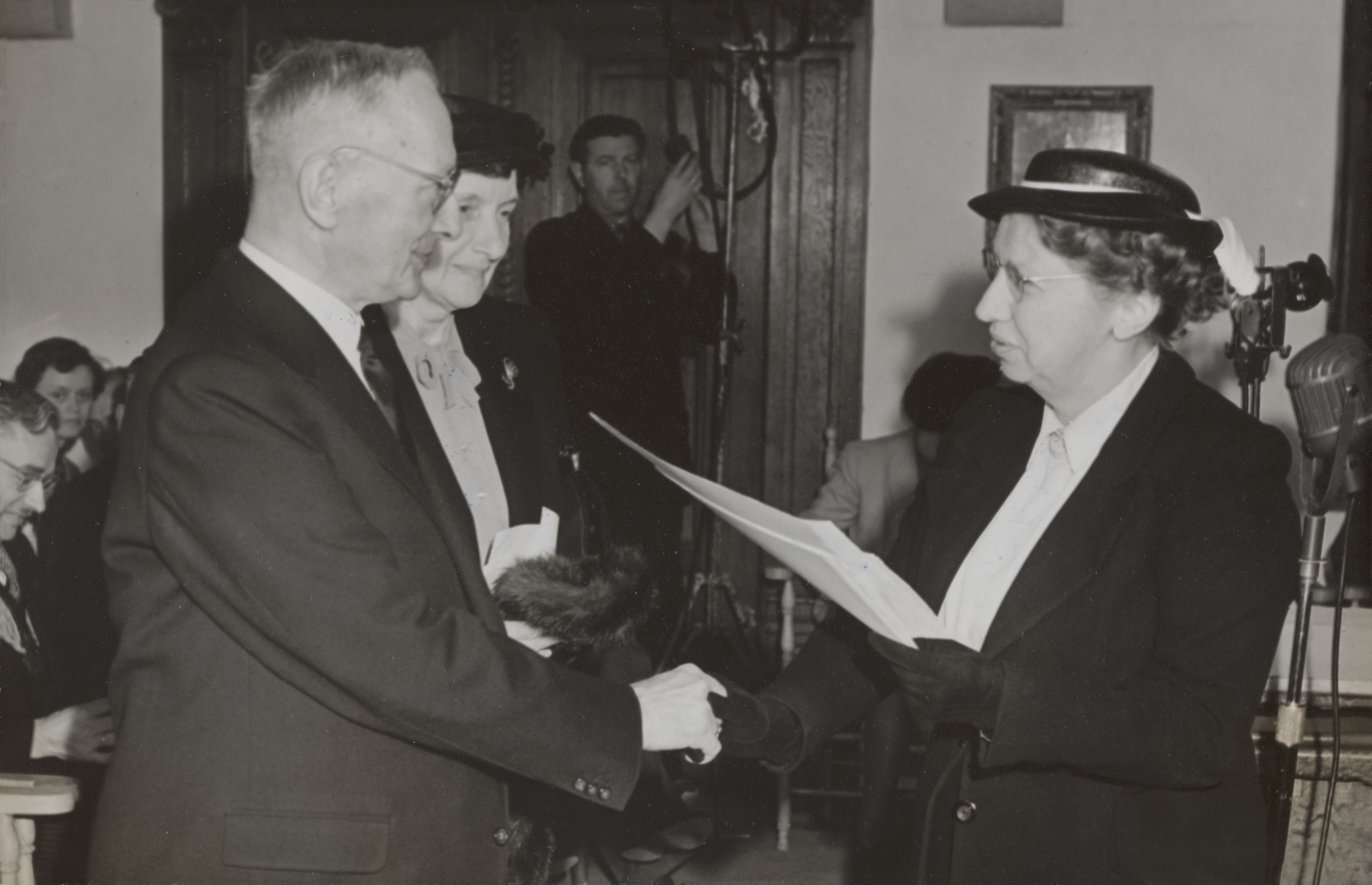
Bordewijk neemt de Constantijn Huyghens-prijs in ontvangst (1957).

Ook nu wordt de roman soms nog van onder het stof gehaald om in vergelijkingen het tegenwicht te bieden. Frank Hellemans, ex-redacteur van de De Brakke Hond en huidig redacteur van Boeken bij Knack, bewees bijvoorbeeld een fan te zijn door tal van verwijzingen naar het boek in een heel aantal literatuurrecensies. Zo schreef hij over het debuut van Joost Vandecasteele: “Je moet al teruggaan tot Blokken van Ferdinand Bordewijk om een vergelijkbare, gitzwarte toekomstfantasie van apocalyptische signatuur tegen te komen". Ook noemde hij de uitgepuurde stijl vergelijkbaar met die van Willem Elsschot.
Bordewijk ontving voor Blokken geen literaire prijzen, maar in 1957 mocht hij wel de Constantijn Huygens-prijs in ontvangst nemen voor zijn oeuvre.

## Vertalingen en adaptaties

### Vertalingen
De roman werd onder andere vertaald naar het Duits, het Engels en het Italiaans. Er bestaat ook een Nederlandstalige versie met Afrikaanse inleiding en woordverklaring: Bordewijk, F. & Pols, F.H.H. (1986) Blokken: Knorrende beesten: Bint. Pretoria: Academica.

#### Duits
- Bordewijk, F. (1988) Blöcke. In: Der Eingang ins Paradies und andere phantastische Erzählungen (67-96). Naar het Duits vertaald door Harm Jansen & Wolfgang Biesterfeld. Frankfurt am Main: Suhrkamp.
- Bordewijk, F. (1991) Blöcke. Naar het Duits vertaald door Thomas Baumeister. Göttingen: Steidl.

#### Engels
- Bordewijk, F. (1986) Blokken knorrende beesten bint. Pretoria: Academica.

#### Italiaans
- Bordewijk, F. (2002) Blocchi. Naar het Italiaans vertaald door Claudia Pietrobelli. Milano: Bompiani.

### Adaptaties
In 1980 kwam er - in beperkte oplage - een geïllustreerde herdruk.
Blokken werd in 2018 ook uitgegeven als graphic novel, geïllustreerd door Viktor Hachmang, en kreeg de titel Blokken. De mislukking van een heilstaat. Beeldroman.

## Verklarende noten
1. ↑  Vijfvinkel (1986, p. 23-25) refereert hier aan een brief van Bordewijk aan Van Vriesland van 26 maart 1946, waarin Bordewijk zijn roman Blokken zelf in de categorie 'romans van tragedies' plaatst. In de brief zelf, deels gepubliceerd in Van Vriesland (1949, p. 45-46), lijkt Bordewijk daarentegen niet te zinspelen op de structureel-inhoudelijke kenmerken van de tragedie, maar louter op de inhoud: "Van mijn romans, groot en klein, meen ik dit te mogen zeggen: een ondeugd of de overdrijving van een deugd, ofschoon niet zonder een zekere indrukwekkendheid, voert uiteindelijk naar den ondergang. Dit is het geval in Blokken [...] Een andere tendentie is in geen dezer boeken aanwezig; zij zijn de romans van de tragedies."

## Verwijzende noten
1. 1 2  Dupuis, M. (1980). Ferdinand Bordewijk. Nijmegen: Gottmer, pp. 11. ISBN 90-264-3343-3.
2. 1 2 3 4  Vugs, R. (1995). F. Bordewijk. Een biografie.. Baarn: De Prom., pp. 76. ISBN 90-6801-416-1.
3. ↑  Dupuis, M. (1980). Ferdinand Bordewijk. Nijmegen: Gottmer, pp. 32. ISBN 90-264-3343-3.
4. ↑  Anten, H.  (1984). F. Bordewijk. Kritisch lexicon van de moderne Nederlandstalige literatuur  12: 1-16
5. 1 2 3  Duinkerken, A. (1931). Het Boek van de Week. Menschenhart en Heilstaat. De Tijd: Godsdienstig en Staatkundig Dagblad. Amsterdam: Van Langenhuysen.
6. ↑  Anten, H. (1996). Het Bekoorlijk Vernis van de Rede: Over Poetica En Proza van F. Bordewijk.. Groningen: Historische Uitgeverij, pp. 15. ISBN 90-6554-431-3.
7. 1 2 3 4  Dautzenberg (aut.), J.A., A.G.H. Anbeek van der Meijden, J. Goedegebuure & M. Janssens (red.)  (1991). Blokken. Lexicon van literaire werken: besprekingen van Nederlandstalige literaire werken, 1900-heden  10: 1-3
8. ↑  Vugs, R. (1995). F. Bordewijk. Een biografie. Baarn: De Prom., pp. 7.
9. ↑  Dupuis, M. (1980). Ferdinand Bordewijk. Nijmegen: Gottmer, pp. 28. ISBN 90-264-3343-3.
10. 1 2 3 4 5 6 7 8 9 10  Dautzenberg, J.A. (1991). ‘Blokken’, in: A.G.H. Anbeek van der Meijden, J. Goedegebuure & M. Janssens (red.), Lexicon van literaire werken: besprekingen van Nederlandstalige literaire werken. Groningen: Wolters-Noordhoff, pp. 1.
11. 1 2 3 4 5 6 7 8  Dautzenberg (aut.), J.A., A.G.H. Anbeek van der Meijden, J. Goedegebuure & M. Janssens (red.)  (1991). Blokken. Lexicon van literaire werken: besprekingen van Nederlandstalige literaire werken, 1900-heden.  10: 8-9
12. 1 2  F. Bordewijk (1931). 'Blokken', in: P. Dubois (red.) Verzameld werk. 's-Gravenhage: Nijgh & Van Ditmar, pp. 28.
13. ↑  F. Bordewijk (1931). 'Blokken', in: P. Dubois (red.) Verzameld werk. 's-Gravenhage: Nijgh & Van Ditmar, pp. 10.
14. ↑  F. Bordewijk (1931). 'Blokken', in: P. Dubois (red.) Verzameld werk. 's-Gravenhage: Nijgh & Van Ditmar, pp. 17.
15. 1 2  Bordewijk, F. (1931). ‘Blokken’, in: P. Dubois (red.) Verzameld werk. 's-Gravenhage: Nijgh & Van Ditmar, pp. 20.
16. ↑  Dupuis, M. (1980). Ferdinand Bordewijk. Nijmegen: Gottmer, pp. 40. ISBN 90-264-3343-3.
17. 1 2 3 4  Dupuis, M. (1980). Ferdinand Bordewijk. Antwerpen: Orbis en Orion, pp. 29.
18. ↑  Bordewijk, F. (1931). 'Blokken', in: P. Dubois (red.) Verzameld werk. 's-Gravenhage: Nijgh & Van Ditmar, pp. 17.
19. ↑  Dupuis, M. (1980). Ferdinand Bordewijk. Antwerpen: Orbis en Orion, pp. 42.
20. ↑  Goedegebuure, J. (2009). Between two world wars, 1916-1940. in: T. Hermans (red.), A Literary History of the Low Countries. New York: Camden House., pp. 556-558.
21. ↑  Bordewijk, F. (1931). ‘Blokken’, in: P. Dubois (red.) Verzameld werk. 's-Gravenhage: Nijgh & Van Ditmar, pp. 19.
22. ↑  Bordewijk, F. (1931). ‘Blokken’, in: P. Dubois (red.) Verzameld werk. 's-Gravenhage: Nijgh & Van Ditmar, pp. 21.
23. 1 2  Bordewijk, F. (1931). ‘Blokken’, in: P. Dubois (red.) Verzameld werk. 's-Gravenhage: Nijgh & Van Ditmar, pp. 24.
24. 1 2 3 4 5 6 7 8  Vijfvinkel, R.  (1986). Bordewijks roman “Blokken” en Eisensteins film “Pantserkruiser Potemkin”. Gearchiveerd op 12 maart 2023. Literatuur  3 (1): 23-25
25. ↑  Bordewijk, F. (1931). ‘Blokken’, in: P. Dubois (red.) Verzameld werk. 's-Gravenhage: Nijgh & Van Ditmar, pp. 23.
26. ↑  Bakker, S.  (1995). Wat is nieuwe zakelijkheid in de Nederlandse letterkunde? Of waarom Bordewijk geen nieuwzakelijke auteur is. Gearchiveerd op 7 mei 2019. Spiegel der Letteren.  37: 63
27. ↑  F. Bordewijk (1931). 'Blokken', in: P. Dubois (red.) Verzameld werk. 's-Gravenhage: Nijgh & Van Ditmar, pp. 41.
28. 1 2 3 4 5 6 7 8 9  Dautzenberg (aut.), J.A., A.G.H. Anbeek van der Meijden, J. Goedegebuure & M. Janssens (red.)  (1991). Blokken. Lexicon van literaire werken: besprekingen van Nederlandstalige literaire werken, 1900-heden.  10: 4-5
29. 1 2   Bordewijk, F. (1931). 'Blokken', in: P. Dubois (red.) Verzameld werk. 's-Gravenhage: Nijgh & Van Ditmar, pp. 42.
30. ↑  Bordewijk, F. (1931). ‘Blokken’, in: P. Dubois (red.) Verzameld werk. 's-Gravenhage: Nijgh & Van Ditmar, pp. 43.
31. ↑  Lukkenaer, P. (1985). ‘Bordewijks “Blokken”: Politieke kabbalistiek’, in: L. De Vos (red.), Laatst nog… Opstellen over de aflopende toekomst. Antwerpen: EXA, pp. 149.
32. 1 2 3  Lukkenaer, P. (1985). ‘Bordewijks “Blokken”: Politieke kabbalistiek’, in: L. De Vos (red.), Laatst nog… Opstellen over de aflopende toekomst. Antwerpen: EXA, pp. 161.
33. 1 2 3 4  Vijfvinkel, R.  (1986). Bordewijks roman "Blokken" en Eisensteins film "Pantserkruiser Potemkin". Gearchiveerd op 12 maart 2023. Literatuur  3 (1): 28-30
34. ↑  F. Bordewijk (1931). 'Blokken', in: P. Dubois (red.) Verzameld werk. 's-Gravenhage: Nijgh & Van Ditmar, pp. 34.
35. 1 2  Lemma Dystopie in het Algemeen Letterkundig Lexicon,  G.J. van Bork, D. Delabastita, H. van Gorp, P.J. Verkruijsse en G.J. Vis, 2012, geraadpleegd op 21 april 2021.. Gearchiveerd op 26 mei 2023.
36. 1 2  Lemma Utopische literatuur in het Algemeen Letterkundig Lexicon,  G.J. van Bork, D. Delabastita, H. van Gorp, P.J. Verkruijsse en G.J. Vis, 2012, geraadpleegd op 21 april 2021.. Gearchiveerd op 26 mei 2023.
37. 1 2  Van Houdt, T.  (Februari 2017). In de Schaduw van More. Over Blokken van Bordewijk.. Streven. Cultureel maatschappelijk maandblad.  84 (2): 161-165
38. ↑  Dupuis, M. (1980). Ferdinand Bordewijk. Nijmegen: Gottmer, pp. 11.
39. ↑  Dupuis, M. (1980). Ferdinand Bordewijk. Nijmegen: Gottmer, pp. 27.
40. ↑  Doorn, J.J.A. van, "Bordewijk: meer Bosch dan Goya", NRC Handelsblad, 18 oktober 1984.
41. ↑  Bordewijk, F. (1931). 'Blokken', in: P. Dubois (red.) Verzameld werk. 's-Gravenhage: Nijgh & Van Ditmar, pp. 22.
42. ↑  Bordewijk, F. (1931). 'Blokken', in: P. Dubois (red.) Verzameld werk. 's-Gravenhage: Nijgh & Van Ditmar, pp. 32.
43. ↑   Bordewijk, F. (1931). 'Blokken', in: P. Dubois (red.) Verzameld werk. 's-Gravenhage: Nijgh & Van Ditmar, pp. 11.
44. ↑  Bordewijk, F. (1931). 'Blokken', in: P. Dubois (red.) Verzameld werk. 's-Gravenhage: Nijgh & Van Ditmar, pp. 14.
45. ↑   Bordewijk, F. (1931). 'Blokken', in: P. Dubois (red.) Verzameld werk. 's-Gravenhage: Nijgh & Van Ditmar, pp. 43.
46. ↑  Dautzenberg (aut.), J.A., A.G.H. Anbeek van der Meijden, J. Goedegebuure & M. Janssens (red.)  (1991). Blokken. Lexicon van literaire werken: besprekingen van Nederlandstalige literaire werken, 1900-heden.  10: 6
47. 1 2  Govaart, T.. Meesterschap over het monster. Over het werk van F. Bordewijk. ‘s-Gravenhage: BZZTôH, pp. 24-25.
48. ↑  Knuvelder, G.. Handboek tot de moderne Nederlandse letterkunde. ‘s-Hertogenbosch: Malmberg, pp. 46.
49. 1 2  Anten, H.  (1984). F. Bordewijk. Kritisch lexicon van de moderne Nederlandstalige literatuur  12: 7
50. 1 2  Dupuis, M.. Ferdinand Bordewijk. Nijmegen: Gottmer, pp. 27-28.
51. ↑  Bakker, S.  (1995). Wat is nieuwe zakelijkheid in de Nederlandse letterkunde? Of waarom Bordewijk geen nieuwzakelijke auteur is. Spiegel der Letteren  37: 56-64
52. ↑  Dupuis, M. (1980). Ferdinand Bordewijk. Antwerpen: Orbis en Orion, pp. 9.
53. ↑  Pollmann, J., "Boekrecensie Viktor Hachmang. Bordewijk verstript (vier sterren)", 29 juni 2018. Gearchiveerd op 27 oktober 2018. Geraadpleegd op 18 oktober 2018.
54. 1 2  Bordewijk, F., de Jong, F. (1980). Blokken.. BZZTôH, Den Haag.
55. 1 2 3 4 5  Bel, J. (2015). Bloed en Rozen. Geschiedenis van de Nederlandse literatuur 1900-1945. Amsterdam: Bert Bakker, pp. 703.
56. 1 2 3 4 5  Vugs, R. (1995). F. Bordewijk. Een biografie. Baarn: De Prom, pp. 78-79.
57. ↑  Vijfvinkel, R.  (1986). Bordewijks 'Blokken' en Eisensteins 'Pantserkruiser Potemkin'. Literatuur  3: 30
58. 1 2  Dautzenberg (aut.), J.A., A.G.H. Anbeek van der Meijden, J. Goedegebuure & M. Janssens (red.)  (1991). Blokken. Lexicon van literaire werken: besprekingen van Nederlandstalige literaire werken, 1900-heden  10: 10
59. ↑  Uyldert, M, "Letterkundig Kroniek", Algemeen Handelsblad, 2 januari 1932.
60. ↑  Anten, H.  (1990). De spelregels van een dilettant; over de externe poëtica van F. Bordewijk. Gearchiveerd op 6 februari 2023. De nieuwe taalgids  83 (1): 405-419
61. ↑  Anten, H.  (1984). F. Bordewijk. Kritisch lexicon van de moderne Nederlandstalige literatuur.  12: 3
62. ↑  Bakker, S.  (1995). Wat is nieuwe zakelijkheid in de Nederlandse letterkunde? Of waarom Bordewijk geen nieuwzakelijke auteur is. Spiegel der Letteren.  37: 62
63. ↑  Grüttemeier, R.  (1999). Bordewijk en de Nieuwe Zakelijkheid. Gearchiveerd op 25 juli 2021. Tijdschrift voor Nederlandse taal- en letterkunde.  115: 336
64. ↑  s.n, "Nieuwe uitgaven", Het Volk: dagblad voor de arbeiderspartij, Amsterdam, 31 maart 1931.
65. ↑  Hellemans, Frank  (15 april 2009). De metropool van morgen. Gearchiveerd op 16 oktober 2021. Knack  38: 70
66. ↑  Hellemans, F.  (26 mei 2010). Zot van Elsschot. Knack  39: 87
67. ↑  Bordewijk, F., Hachmang, V. (2018). Blokken. De mislukking van een heilstaat. Beeldroman.. Nijgh & Van Ditmar, Utrecht. ISBN 9789038805122.